# Chrysopa gestroi
Chrysopa gestroi är en insektsart som beskrevs av Navás 1929. Chrysopa gestroi ingår i släktet Chrysopa och familjen guldögonsländor. Inga underarter finns listade i Catalogue of Life.